# Medici senza frontiere
Medici senza frontiere (nota anche come MSF; in francese Médecins Sans Frontières) è un'organizzazione umanitaria non governativa focalizzata sul fornire soccorso sanitario ed assistenza a persone in tutti i luoghi del mondo in cui il diritto alla cura non è garantito.
Al 2025, Medici senza frontiere è attiva in 73 paesi con un organico di oltre 65.000 operatori tra impiegati e volontari. I donatori privati, circa 7 milioni, forniscono il 97% del finanziamento dell'organizzazione, mentre le donazioni aziendali forniscono il resto, dando a MSF un budget annuale di circa 2,2 miliardi di dollari (2022). MSF è costituita da sei centri operativi in Belgio, Francia, Svizzera, Paesi Bassi, Spagna e Costa d'Avorio e sezioni partner che partecipano al movimento con la gestione diretta di alcuni progetti con attività di raccolta fondi, reclutamento degli operatori umanitari, informazione e sensibilizzazione dell’opinione pubblica.

MSF è stata fondata a Parigi nel 1971 in seguito alla carestia del Biafra durante la guerra civile nigeriana da un piccolo gruppo di medici e giornalisti francesi che intendevano ampliare l'accessibilità alle cure mediche oltre i confini nazionali e indipendentemente dalla razza, religione, credo o affiliazione politica.  Per il suo operato è stata insignita del Premio Nobel per la pace nel 1999. I principi e le linee guida operative di MSF sono evidenziati nel suo Atto Costitutivo, nei Principi di Chantilly e nel successivo Accordo di La Mancha. MSF ha una struttura associativa dove le decisioni operative sono prese, indipendentemente, dai sei centri operativi (Amsterdam, Barcellona-Atene, Bruxelles, Ginevra, Parigi e Africa Occidentale e Centrale - con sede a Abidjan, Costa d'Avorio). Le politiche comuni su questioni centrali sono coordinate dal Consiglio Internazionale, in cui è rappresentata ciascuna delle 24 sezioni (tra cui anche l'ufficio italiano). Il Consiglio Internazionale si riunisce a Ginevra, in Svizzera, dove è basato l'Ufficio Internazionale, che coordina le attività internazionali comuni ai centri operativi.

## Storia
Durante la guerra del Biafra numerosi medici francesi, tra cui Bernard Kouchner, si offrirono volontari per lavorare negli ospedali e nei centri di rifornimento alimentare del Biafra assediato con la Croce rossa francese; la Francia era infatti stata tra le poche ad aver offerto il proprio sostegno allo stato secessionista. La Croce rossa francese impose ai volontari la firma di una dichiarazione di neutralità rispetto alle parti del conflitto in atto che tuttavia prevedeva anche che questi dovessero mantenere il massimo riserbo su ciò a cui assistevano. Al loro ritorno in patria i medici, scioccati dal genocidio e dalle violenze perpetrate durante il conflitto così come dal silenzio internazionale, scelsero di fondare un'organizzazione medica d'urgenza che fosse "più libera" nelle parole e nelle azioni. Nel 1971 i giornalisti della rivista medica Tonus Raymond Borel e Philippe Bernier lanciarono un appello per creare un'équipe di medici pronti ad intervenire nelle aree flagellate da gravi catastrofi, dando vita a Secours Médical Français.
Entrambi i gruppi, vista la comunità d'intenti, unirono le loro forze e il 22 dicembre 1971 fu fondata a Parigi Medici senza frontiere, il cui primo presidente fu proprio Kouchner; alla nascita MSF contava circa 300 volontari, inclusi i 13 fondatori. Il primo intervento della neonata organizzazione fu a Managua, capitale del Nicaragua, per prestare soccorso alle vittime del violento terremoto del dicembre 1972, che causò tra i 5 000 e i 10 000 morti. La prima missione umanitaria a lungo termine fu in Honduras nel 1973 per aiutare a fronteggiare le conseguenze dell'uragano Fifi-Orlene mentre la prima campagna su larga scala fu organizzata per prestare assistenza ai rifugiati cambogiani in fuga dal genocidio portato avanti da Pol Pot e dai khmer rossi.
Queste prime missioni misero tuttavia in luce tutte le debolezze dell'organizzazione che, essendo appena nata, poteva contare su pochi volontari poco preparati e con scarsa organizzazione. Questi difetti portarono ad un vero e proprio scontro all'interno di MSF che culminò all'assemblea generale del 1979 nella quale fu deciso a maggioranza che l'organizzazione si sarebbe dovuta evolvere per essere più efficace. Kouchner ed altri non condivisero la scelta e lasciarono Medici senza frontiere per fondare un'altra organizzazione, Médecins du Monde.

## Organizzazione
Il movimento internazionale di MSF è composto da 26 associazioni indipendenti (Australia, Austria, Belgio, Brasile, Canada, America Centrale e Messico (CAMEX), Danimarca, Africa Orientale, Francia, Germania, Grecia, Olanda, Hong Kong, Giappone, Italia, America Latina, Lussemburgo, Norvegia, Asia meridionale, Africa meridionale, Spagna, Svezia, Svizzera, del Regno Unito,  Stati Uniti e Africa centrale e occidentale) unite però dagli stessi principi e linee guida emanati dall'Atto Costitutivo, nei Principi di Chantilly e nell'Accordo di La Mancha. In aggiunta sono presenti 18 uffici locali (in inglese branch office - Mosca, Pechino, Nairobi, Libano, Cile, Colombia, Polonia, Portogallo ed altri). Delle 26 associazioni, 6 uffici sono definiti come centri operativi, nel senso che hanno al loro interno gli uffici di carattere operativo che gestiscono l'azione umanitaria sul terreno. Questi, insieme alle loro rispettive sezione partner (in inglese partner section), sono:
- MSF OCB (centro operazionale di Bruxelles), Ixelles (Bruxelles)
- MSF OCBA (centro operazionale di Barcellona e Atene), Barcellona e Atene
- MSF OCP (centro operazionale di Parigi), Parigi
- MSF OCA (centro operazionale di Amsterdam), Amsterdam
- MSF OCG (centro operazionale di Ginevra), Ginevra
- MSF WaCA (centro operazionale Africa Occidentale e Centrale), Abidjan

| Centro operazionale                               | Sezioni partner                                                                          |
| ------------------------------------------------- | ---------------------------------------------------------------------------------------- |
| OCA (centro operzionale di Amsterdam)             | Canada Paesi Bassi Germania Regno Unito                                                  |
| OCBA (centro operazionale di Barcellona e Atene)) | Grecia Spagna Africa Orientale America Latina                                            |
| OCB (Centro operazionale di Bruxelles)            | Svezia Norvegia Hong-Kong Africa Meridionale Italia Brasile Belgio Danimarca Lussemburgo |
| OCP (centro operazionale di Parigi)               | Giappone Francia Australia Stati Uniti                                                   |
| OCG (Centro operazionale di Ginevra)              | Svizzera Austria                                                                         |

Tutte le sezioni partner partecipano attivamente a campagne di sensibilizzazione, al reclutamento e al monitoraggio degli espatriati, e alla raccolta fondi. Le sezioni non operative sono parte integrante di uno dei sei centri operativi (ad eccezioni di WaCA).
Inoltre, esiste un Ufficio Internazionale, con sede a Ginevra, che si occupa del coordinamento internazionale e della rappresentanza istituzionale dell'intera organizzazione. Tutte e 26 le associazioni sono membri di MSF International. La massima autorità di MSF International, l'Assemblea Generale Internazionale (IGA) annuale, è formata dai rappresentanti di ciascuna associazione, da membri individuali e dal Presidente Internazionale. Quest'ultimo è attualmente il dottor Christos Christou, eletto dall'IGA stessa. L'IGA ha la responsabilità di proteggere i principi fondativi della missione medico-umanitaria di MSF e di fornire orientamento strategico e operativo a tutte le entità di MSF delegando compiti al Consiglio Internazionale, a sua volta formato e presieduto dal Presidente Internazionale e composto da rappresentanti dei Centri Operativi e da un gruppo eletto dall'IGA.

## Raccolta fondi
L'attività di Medici senza frontiere viene finanziata con donazioni attraverso vari meccanismi: ad esempio, in Italia, anche attraverso lo strumento del 5x1000 grazie al quale MSF ha raccolto nel 2018 oltre 11 milioni di euro. La raccolta fondi avviene anche attraverso donazioni regolari, donazioni una tantum, donazioni testamentarie, eventi di raccolta fondi, raccolte fondi aziendali e filantropia.
A livello globale, nel 2022, le donazioni ammontavano a 2,25 miliardi di euro, il 97% proveniente da donatori privati, privati cittadini e aziende. Nel 2022, la sezione italiana di Medici Senza Frontiere ha ricevuto un totale di 74,1 milioni di euro da 315.000 donatori, di cui 7,6 milioni di euro sono stati ottenuti tramite il 5xmille. Tutti i fondi raccolti da Medici Senza Frontiere in Italia provengono da donazioni private, con circa il 92% proveniente da individui e l'8% da aziende e fondazioni.

## Attività
Dal 1971 Medici senza frontiere offre cure mediche nei contesti di crisi. In particolare le attività spaziano dalla risposta alle emergenze, come terremoti, tsunami e uragani, ai conflitti armati, come in Afghanistan o Iraq, dove vengono costruiti ospedali, supportati quelli esistenti o allestiti punti medici vicino alle linee del fronte.
I pazienti di Medici senza frontiere sono solitamente persone in fuga da guerre e povertà, gruppi etnici emarginati, malati affetti da patologie trascurate, persone intrappolate in aree urbane con alti tassi di violenza.
Medici Senza Frontiere interviene in caso di epidemie come morbillo, malaria, meningite, febbre gialla o colera curando i malati ed effettuando campagne di vaccinazione di massa. MSF gestisce inoltre programmi per l’HIV/AIDS e la tubercolosi, e cura le malattie tropicali dimenticate.

### Il maremoto dell'Oceano Indiano del 2004
In occasione della tragedia dello tsunami nel sud-est asiatico, il 29 dicembre 2004, 72 ore dopo che il violento tsunami del 26 dicembre aveva colpito il Sudest asiatico, i primi operatori umanitari di MSF avevano già raggiunto le zone maggiormente colpite. Dopo una prima valutazione dei bisogni, MSF aveva deciso di concentrare le proprie azioni principalmente nella provincia di Aceh, a nord dell'isola di Sumatra, in Indonesia e lungo le coste settentrionali, orientali e meridionali dello Sri Lanka. All'indomani del maremoto, il 27 dicembre, MSF aveva lanciato una campagna di raccolta fondi straordinaria per raccogliere almeno 1,5 milioni di euro per avviare i primi soccorsi.
In pochi giorni, MSF aveva già ricevuto oltre 90 milioni di euro a livello internazionale. Solo in Italia, erano stati raccolti 9 milioni di euro. Cifre che superavano i bisogni finanziari preventivati da MSF per fare fronte alle conseguenze dello tsunami: MSF, in quanto organizzazione di soccorso medico, era infatti intervenuta in un'ottica di risposta dell'emergenza umanitaria, e non in un'ottica di ricostruzione e sviluppo di lungo periodo, ambiti di competenza di altre organizzazioni. Per questo motivo, con una decisione assai controversa e dibattuta in Italia e nel resto del mondo, MSF, già il 4 gennaio 2005, e cioè dopo soli 9 giorni dal maremoto, aveva annunciato la sospensione della raccolta fondi dedicata all'emergenza Tsunami. Un'iniziativa ampiamente riportata dai mass media italiani e da quelli del resto del mondo.

### Epidemia di Ebola in Africa Occidentale nel 2013-2014
La più grave epidemia di Ebola della storia è scoppiata il 26 dicembre 2013 quando un bambino di due anni si ammalò a Meliandou, un remoto villaggio della Guinea. Durante l’epidemia di Ebola in Africa Occidentale sono state contagiate 28.646 persone. MSF è intervenuta impiegando fino a 4.000 operatori nazionali e 325 internazionali. 

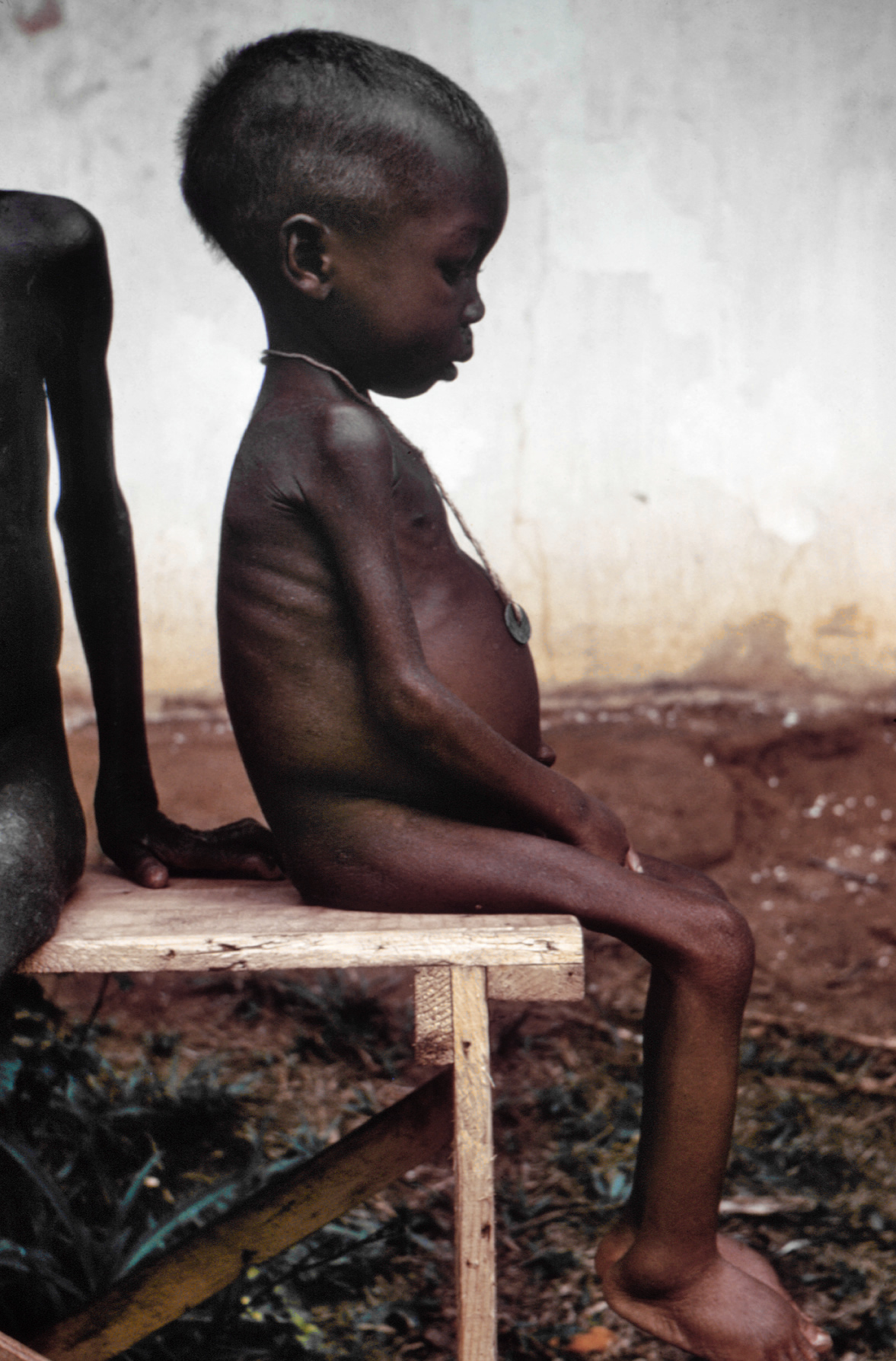
Una bambina con il kwashiorkor durante la guerra civile nigeriana

### Il tifoneYolanda(Haiyan) delle Filippine nel 2013
A seguito della tragedia del tifone Yolanda che nel novembre 2013 sì è abbattuto con forza devastante sulle Filippine, Medici senza frontiere ha inviato, nell'immediatezza della catastrofe del Tifone Haiyan, le proprie équipe d'emergenza a Cebu accompagnate da 200 tonnellate di aiuti medici e logistici: kit medici, materiali per le visite mediche, vaccini contro il tetano, tende, kit igienici.

### Emergenza Rohingya 2017
A seguito dell'esodo di massa dei Rohingya dal Myanmar verso il Bangladesh, MSF ha intensificato le sue operazioni nel distretto di Cox’s Bazar dove attualmente gestisce 15 cliniche, 3 centri sanitari di base e 5 ospedali. All'inizio, più della metà dei pazienti venivano curati per lesioni legate alla violenza, ma presto sono emersi altri problemi di salute causati dal sovraffollamento e dalle scarse condizioni igieniche nei campi. Dall'agosto 2017 all'agosto 2018 le équipe di MSF hanno effettuato oltre 656 200 visite mediche.
Uno studio retrospettivo sulla mortalità condotto da MSF a dicembre 2017 ha rivelato che almeno 6 700 Rohingya sono stati uccisi in Myanmar nel primo mese dopo lo scoppio delle violenze, tra loro 730 bambini al di sotto dei 5 anni.

### Ricerca e soccorso nel Mediterraneo centrale (2015 - in corso)
Il 21 luglio 2019 MSF ha annunciato la ripresa delle attività nel Mediterraneo centrale con una nuova nave, la Ocean Viking, gestita in collaborazione con SOS Méditerranée. Il team di MSF a bordo è formato da 9 persone: un medico, due infermieri, un’ostetrica, un logista, un mediatore culturale, un responsabile per gli affari umanitari, un responsabile della comunicazione e un capoprogetto che coordina la squadra.
Dall’inizio delle attività in mare (2015), MSF ha contribuito a salvare oltre 80.000 vite, nel rispetto del diritto marittimo e internazionale, a bordo delle navi Aquarius, Bourbon Argos, Dignity, Prudence, Phoenix, Ocean Viking e attualmente con la Geo Barents.

### Guerra in Yemen (2015 - in corso)
Dal 2015 in Yemen si svolge il più grande intervento di MSF in una zona di conflitto. Nel gennaio 2019 ha lanciato l'allarme sulla situazione nello Yemen sud-occidentale dove migliaia di mine e altri ordigni esplosivi improvvisati, sparsi nelle strade e nei campi per impedire l'avanzata delle truppe di terra sostenute dalla coalizione guidata dall’Arabia saudita e dagli Emirati, minacceranno per decenni la vita dei civili.

### Ebola in Repubblica Democratica del Congo (2018 – in corso)
Le équipe di MSF hanno intensificato le loro attività per contenere l’epidemia di Ebola nel Nord Kivu, nella Repubblica Democratica del Congo, dichiarata il 1º agosto 2018. Si tratta della più grave emergenza Ebola mai registrata nel paese dalla scoperta del virus nel 1976 e della seconda peggiore epidemia di Ebola nella storia. Si sta diffondendo in località urbane e aree isolate, difficili da raggiungere anche a causa del conflitto in corso.

### Isole greche (2016 – in corso)
MSF lavora sulle isole di Lesbo e Samos per rispondere ai bisogni medico umanitari di rifugiati e migranti, in particolare provenienti da Afghanistan e Siria, che arrivano dalla vicina Turchia. L'intervento più grande si svolge sull'isola di Lesbo dove è attiva una clinica pediatrica e una di salute mentale per adulti a Mitilene. Il 10 giugno 2021 ha lanciato un rapporto sui 5 anni di lavoro nelle isole greche.

### Italia (1999 – in corso)
MSF opera in Italia dal 1999 per fornire assistenza umanitaria, medica, psicologica e sociosanitaria a migranti, richiedenti asilo e rifugiati presenti sul territorio. Nel corso degli anni ha alternato progetti agli sbarchi di persone migranti, nei centri di accoglienza e negli insediamenti informali di diverse regioni italiane.
Alla primavera 2024, MSF gestisce progetti in tre località a livello italiano. In Calabria, MSF offre assistenza medica e psicologica agli sbarchi e garantisce la continuità delle cure nei centri di accoglienza della regione. A Ventimiglia, sul confine italo-francese, MSF gestisce una clinica mobile dedicata ai migranti in transito nell’area. Infine, a Palermo, in collaborazione con le autorità sanitarie locali, MSF ha avviato un progetto per la presa in carico di persone straniere sopravvissute a torture e altre forme di violenza intenzionale. Inoltre MSF Italia ha anche la capacità operativa di offrire primo soccorso psicologico ad individui che hanno subito particolari eventi traumatici durante l'attraversamento del Mar Mediterraneo.

#### Covid-19 in Italia (2020)
Dopo aver offerto la disponibilità alla task force del governo italiano a dare un supporto alla risposta al coronavirus, MSF ha iniziato a marzo 2020 un intervento nel lodigiano per supportare gli ospedali di Lodi, Codogno, Casalpusterlengo e Sant’Angelo Lodigiano, e nella Regione Marche per supportare alcune strutture per anziani. Le attività di MSF in Italia legate all'emergenza Covid-19 si sono poi concluse alla fine di maggio 2020.

### Afghanistan (1980 – in corso)
MSF opera in Afghanistan dal 1980. Nel 2022 l'organizzazione conta 5 progetti: un centro nutrizionale ad Herat, un progetto sulla tubercolosi a Kandahar, una maternità a Khost, un centro traumatologico a Kunduz mentre a Lashkar Gah supporta il pronto soccorso dell’ospedale di Boost.

### Ucraina (1999 – in corso)
MSF è presente in Ucraina dal 1999, dal 2004 nella parte orientale del paese. Con lo scoppio della guerra nel 2022 MSF ha trasformato i suoi progetti regolari per HIV e tubercolosi in interventi di urgenza. Due treni sono stati adibiti a clinica d’urgenza - un vagone ha 5 posti di terapia intensiva - per il trasferimento di pazienti dalle zone di conflitto ai principali ospedali lontani dalla linea del fronte.

### Gaza (1989 – in corso)
MSF lavora nei Territori Occupati Palestinesi dal 1989. Prima della guerra a Gaza scoppiata il 7 ottobre 2023, MSF aveva diversi progetti per vittime di ustioni e di fisioterapia per le vittime degli scontri con l'esercito israeliano. Durante la guerra tra Israele e Hamas, MSF è rimasta a Gaza dove supporta diversi ospedali, anche materno infantili.

## Campagne
MSF ha promosso le seguenti campagne:
- Campagna per l'accesso ai farmaci essenziali (in inglese: Campaign for Access to Essential Medicines): una campagna internazionale avviata aumentare la disponibilità di farmaci essenziali nei paesi in via di sviluppo. MSF spesso incontra difficoltà nel trattare i pazienti perché i farmaci necessari sono troppo costosi o non vengono più prodotti. La mancanza di ricerca sulle malattie che colpiscono la maggior parte della popolazione povera del mondo è nota come il divario 10-90 e si verifica perché le aziende farmaceutiche raramente fanno profitto nello sviluppo di farmaci per queste malattie. Anche se alcuni paesi hanno creato legislazioni per incoraggiare lo sviluppo di farmaci essenziali ma ignorati a livello commerciale, MSF ha avviato questa campagna nel novembre 1999 per sensibilizzare maggiormente sull'argomento, utilizzando il denaro del premio Nobel per la pace del 1999 per finanziare il progetto. La Campagna di MSF per l'accesso ai farmaci essenziali si impegna a ridurre i prezzi dei farmaci esistenti, dei vaccini e dei test diagnostici, a stimolare la ricerca e lo sviluppo di nuovi trattamenti per malattie che colpiscono principalmente le fasce più povere della popolazione mondiale e a superare altre barriere che impediscono ai pazienti di ottenere il trattamento di cui hanno bisogno.
- Stop Novartis[32] è stata lanciata per chiedere alla farmaceutica Novartis di rinunciare a una causa intentata contro il Governo Indiano che, se vinta, limiterebbe ulteriormente la disponibilità di farmaci economici e di qualità per i Paesi più poveri[33]. L'iniziativa rientra nella più generale "Campagna per l'accesso ai farmaci essenziali" di MSF.[34]
- Gaza Stop Now: a seguito dell'impatto umanitario[35] sulla popolazione della Striscia di Gaza dovuto al conflitto scoppiato tra Israele e il governo di Hamas, MSF ha lanciato nel 2023 una campagna in tutto il mondo per chiedere un cessate il fuoco immediato nel territorio della Striscia.

## Film
Dove bisogna stare, il film-documentario diretto da Daniele Gaglianone, scritto con Stefano Collizzolli, è stato prodotto da ZaLab in collaborazione con Medici Senza Frontiere. La pellicola è stata presentata alla 36ª edizione del Torino Film Festival ed è uscita nelle sale cinematografiche nel gennaio 2019.
Egoisti, film documentario sulla vita di 40 operatori umanitari di MSF. In Italia la voce narrante è di Stefano Accorsi (2020).

## Presidenti internazionali
- Rony Brauman (1991-1992)
- Reginald Moreels (1992)
- Rony Brauman (1992-1994)
- Jacques De Milliano (1994-1995)
- Doris Schopper (1995-1996)
- Philippe Biberson (1996-1997)
- Doris Schopper (1997-1998)
- James Orbinski (1998-2000)
- Morten Rostrup (2000-2003)
- Rowan Gillies (2004-2006)
- Christophe Fournier (2007-2010)
- Unni Karunakara (2010-2013)
- Joanne Liu (2013-2019)
- Christos Christou (dal 2019)

## Pubblicazioni e rapporti recenti (in italiano)
- Storie Senza Frontiere, Gigliola Alvisi, Piemme 2024, pp. 127.
- Umanità in bilico. Medici senza frontiere in Italia, venticinque anni dalla parte degli esclusi, Giuseppe De Mola, Infinito edizioni 2023, pp. 224.
- Le Ferite, Autori vari, Einaudi 2021, pp. 152.[38]
- Intoccabili, Valerio La Martire, Gli specchi Marsilio 2017, pp. 144.
- Noi non restiamo a guardare. Medici senza frontiere nel mondo. Lettere e testimonianze, Feltrinelli Serie Bianca 2012, pp. 170
- L'altra faccia della terra, Monica Triglia, Strade Blu Mondadori 2011, pp. 162.
- Intervenire a ogni costo?, Negoziati umanitari: l'esperienza di Medici senza frontiere, a cura di Magone C.; Neuman M.; Wiessman F. traduzione di Minute M.; Masolo P., Cooper 2011, pp. 239.
- Dignità! Nove scrittori per Medici senza frontiere. Feltrinelli Serie bianca 2011, pp. 249.

## Premi e onorificenze
Premio Nobel per la pace 1999